# جيف رووي
جيف رووي (بالإنجليزية: Jeff Rowe)‏ هو لاعب كرة قدم أمريكية أمريكي، ولد في 21 مارس 1984 في رينو في الولايات المتحدة.

## وصلات خارجية
- جيف رووي على موقع مرجع كرة القدم المحترفة.كوم (الإنجليزية)